# Cichlasoma
Cichlasoma è un genere di pesci d'acqua dolce appartenenti alla famiglia Cichlidae, sottofamiglia Cichlasomatinae.

## Generi

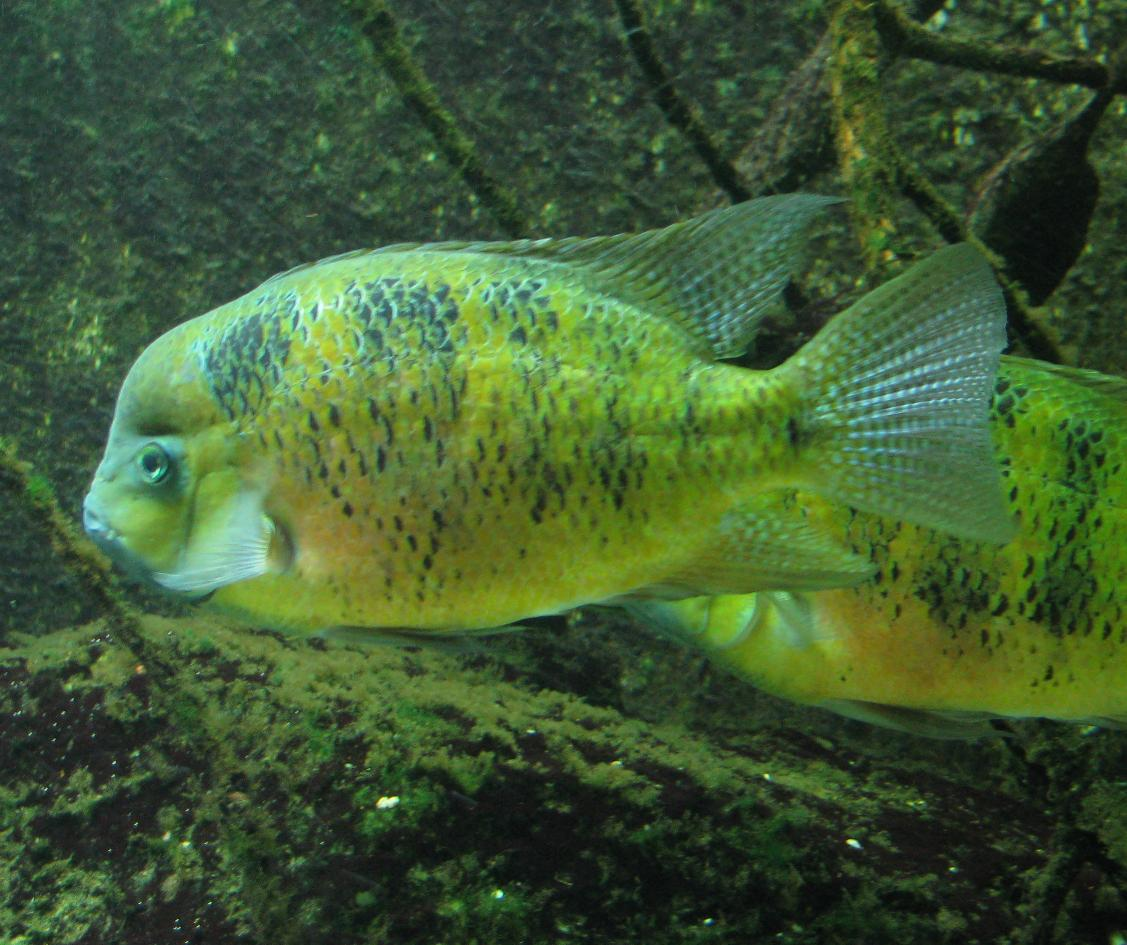
Cichlasoma bocourti

Il genere Cichlasoma è stato recentemente oggetto di alcune modifiche e conta 39 specie:
- Cichlasoma aguadae Hubbs, 1936
- Cichlasoma alborum Hubbs, 1936
- Cichlasoma amarum Hubbs, 1936
- Cichlasoma amazonarum Kullander, 1983
- Cichlasoma araguaiense Kullander, 1983
- Cichlasoma atromaculatus Regan, 1912
- Cichlasoma beani (Jordan, 1889)
- Cichlasoma bimaculatum (Linnaeus, 1758)
- Cichlasoma bocourti (Vaillant & Pellegrin, 1902)
- Cichlasoma boliviense Kullander, 1983
- Cichlasoma cienagae Hubbs, 1936
- Cichlasoma conchitae Hubbs, 1936
- Cichlasoma dimerus (Heckel, 1840)
- Cichlasoma ericymba Hubbs, 1938
- Cichlasoma festae (Boulenger, 1899)
- Cichlasoma geddesi (Regan, 1905)
- Cichlasoma gephyrum Eigenmann, 1922
- Cichlasoma grammodes Taylor & Miller, 1980
- Cichlasoma istlanum (Jordan & Snyder, 1899)
- Cichlasoma mayorum Hubbs, 1936
- Cichlasoma microlepis Dahl, 1960
- Cichlasoma orientale Kullander, 1983
- Cichlasoma orinocense Kullander, 1983
- Cichlasoma ornata (Regan, 1905)
- Cichlasoma paranaense Kullander, 1983
- Cichlasoma portalegrensis (Hensel, 1870)
- Cichlasoma pusillum Kullander, 1983
- Cichlasoma ramsdeni Fowler, 1938
- Cichlasoma salvini (Günther, 1862)
- Cichlasoma sanctifranciscense Kullander, 1983
- Cichlasoma scitulum Rican & Kullander, 2003
- Cichlasoma stenozonum Hubbs, 1936
- Cichlasoma taenia (Bennett, 1831)
- Cichlasoma tembe Casciotta, Gómez & Toresanni, 1995
- Cichlasoma trimaculatum (Günther, 1867)
- Cichlasoma troschelii (Steindachner, 1867)
- Cichlasoma ufermanni (Allgayer, 2002)
- Cichlasoma urophthalma (Günther, 1862)
- Cichlasoma zarskei Ottoni, 2011
- Cichlasoma zebra Hubbs, 1936